# Obeidia irregularis
Obeidia irregularis är en fjärilsart som beskrevs av Eugen Wehrli 1933. Obeidia irregularis ingår i släktet Obeidia och familjen mätare. Inga underarter finns listade i Catalogue of Life.